# Raphael Hofer
Raphael Hofer (* 14. Februar 2003) ist ein österreichischer Fußballspieler.

## Karriere

### Verein
Hofer begann seine Karriere beim SV Mauerkirchen. Zur Saison 2013/14 wechselte er zur SV Ried. Im Dezember 2016 wechselte er in die Akademie des FC Red Bull Salzburg, in der er fortan sämtliche Altersstufen durchlief. Nach viereinhalb Jahren in der Akademie rückte er zur Saison 2021/22 in den Kader des Farmteams FC Liefering.
Sein Debüt für Liefering in der 2. Liga gab er im Juli 2021, als er am ersten Spieltag jener Saison gegen die Kapfenberger SV in der 89. Minute für Forson Amankwah eingewechselt wurde. Für Liefering kam er in zwei Spielzeiten zu 38 Zweitligaeinsätzen, in denen er dreimal traf. Im April 2023 erhielt er einen bis 2026 laufenden Profivertrag in Salzburg.
Zur Saison 2023/24 wechselte er leihweise zum Bundesligisten FC Blau-Weiß Linz. Für Linz kam er bis zur Winterpause zu sechs Einsätzen in der Bundesliga. Im Jänner 2024 wurde der Leihvertrag aufgelöst und Hofer kehrte wieder nach Liefering zurück.
Nach einem weiteren Jahr beim Farmteam wurde Hofer im Jänner 2025 ein zweites Mal verliehen, diesmal an Bundesligist TSV Hartberg. Für Hartberg kam er bis zum Ende der Saison 2024/25 zu sechs Bundesligaeinsätzen. Zur Saison 2025/26 kehrte er nicht mehr nach Salzburg zurück, sondern wechselte nach Slowenien zur NŠ Mura.

### Nationalmannschaft
Im Juni 2023 gab Hofer gegen Island sein Debüt für die österreichische U-21-Mannschaft.